# جنگل ملی الگینی
جنگل ملی الگینی (به انگلیسی: Allegheny National Forest) یک جنگل ملی در آمریکا است.
مساحت این جنگل ۲۰۷۶ کیلومتر مربع است و در ایالت پنسیلوانیا گسترده است.

## نگارخانه

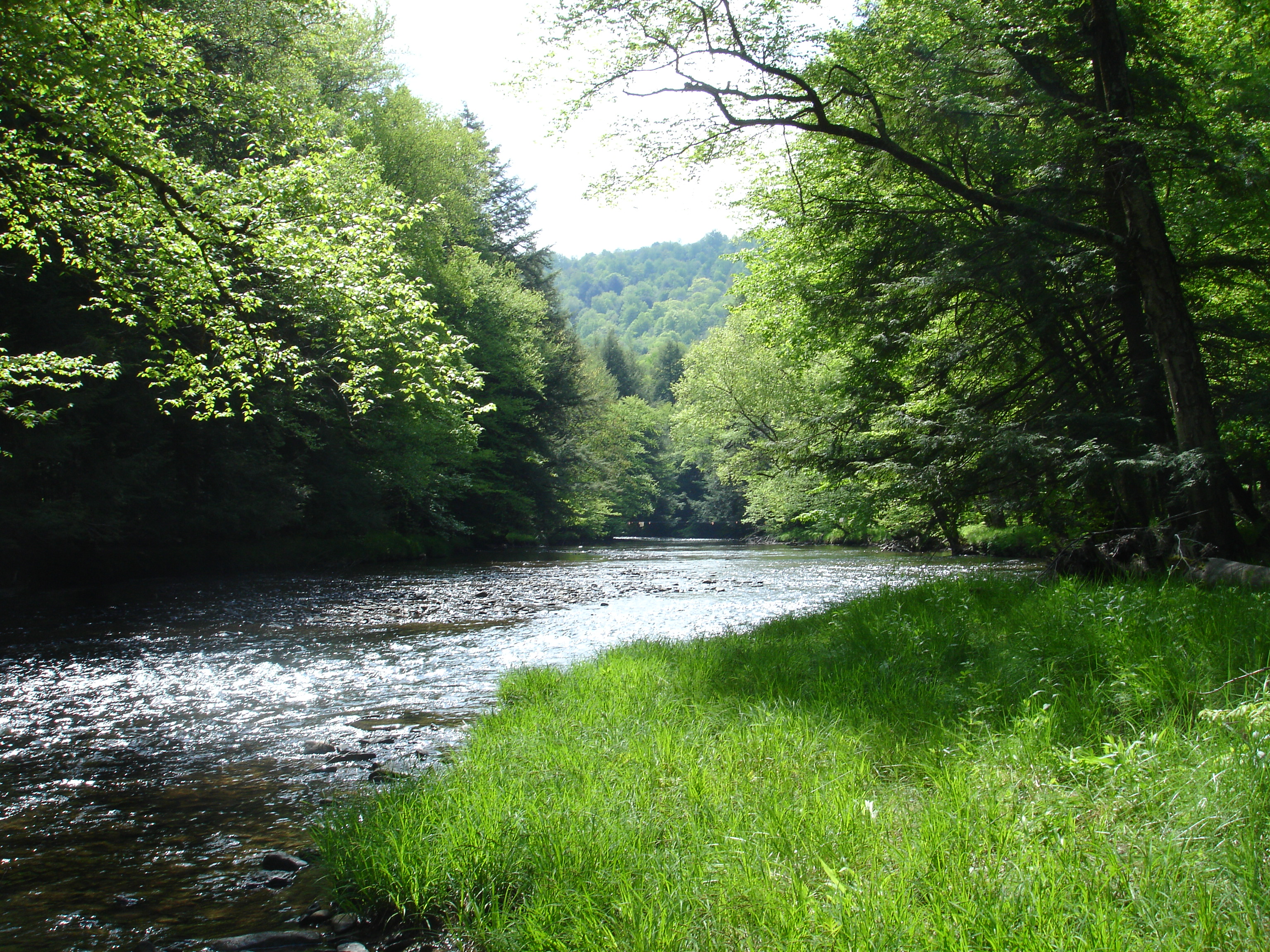